# Amstellanen

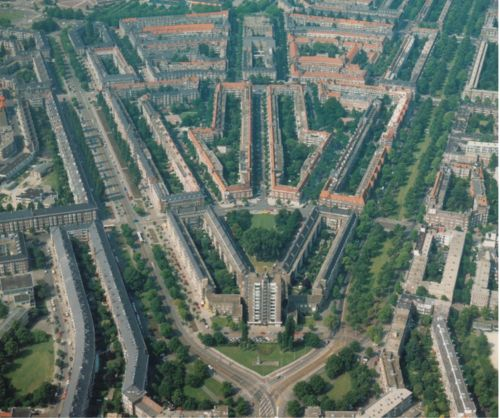
Het Twaalfverdiepingenhuis (Wolkenkrabber) staat in het midden van de splitsing tussen de Zuider Amstellaan (links) en de Noorder Amstellaan (rechts).

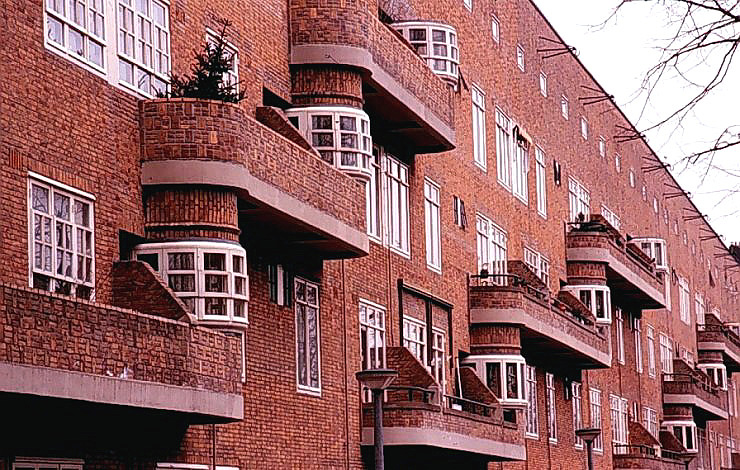
Kenmerkende architectuur van Michel de Klerk in de stijl van de Amsterdamse School aan de Amstellaan.

De drie Amstellanen in Amsterdam-Zuid vormen de oost-west lopende hoofdstraten van de Rivierenbuurt. Zij kregen hun naam in 1922 en werden vernoemd naar de rivier de Amstel, waaraan Amsterdam is gelegen. De Amstellaan sluit aan de oostkant aan op de Amsteldijk, waar op 28 mei 1932 de Berlagebrug over de Amstel werd geopend in het verlengde van de Amstellaan. Ten westen van de Rijnstraat splitst de Amstellaan zich in Noorder Amstellaan en Zuider Amstellaan, die respectievelijk eindigen bij het Westerscheldeplein en het Muzenplein.
In 1929 verschenen de eerste trams op de Amstellaan en Noorder Amstellaan, toen lijn 20 komend vanaf de Ferdinand Bolstraat via de Scheldestraat werd verlengd tot aan de Amsteldijk. Een bijzonderheid was dat de trams links van het middenplantsoen reden, zodat men op de haltes kon in- en uitstappen op het plantsoen. Het tegen het autoverkeer in rijden was wegens het geringe verkeer (nog) geen bezwaar. In 1930 nam de nieuw ingestelde lijn 25 de route van lijn 20 over, die naar de Amsteldijk werd verlegd. In 1936 kreeg ook de Zuider Amstellaan een tramlijn, toen lijn 8 vanaf het Daniël Willinkplein (later Victorieplein) werd verlengd naar het Westerscheldeplein. lijn 8 werd hier opgeheven in 1942, vanaf 1948 kwam hier lijn 4 te rijden. lijn 25 werd in 1939 over de Berlagebrug verlengd naar het Amstelstation. Deze bleef tot 1944 deze route berijden, reed na 1945 alleen nog over de Noorder Amstellaan, en boog daarna af naar de Rijnstraat.
De Amstellaan was enige malen toneel van intocht van militaire troepen, komend vanaf de Weesperzijde – Berlagebrug. In mei 1940 trok de Duitse Wehrmacht via deze route de stad in, in mei 1945 volgden de Canadezen deze route en bij een herdenkingsrit in 1980 en 1985 werd dit nog eens herhaald met Canadese veteranen. In 1945 werden de drie lanen vernoemd naar de drie leiders van de landen die de overwinning op Duitsland hadden behaald. De Amstellaan werd Stalinlaan, de Noorder Amstellaan werd Churchill-laan en de Zuider Amstellaan werd Rooseveltlaan. Na de Russische inval in Hongarije in 1956 werd de Stalinlaan gewijzigd in Vrijheidslaan.
In 1950 werd de rijrichting van de trams als gevolg van het drukker wordende verkeer gewijzigd en wordt er gewoon rechts gehouden. Halteperrons werden nu noodzakelijk. Sinds 1971 werd ook de voormalige Amstellaan, nu Vrijheidslaan, weer door de tram bereden, anders dan voor verkeer naar de Remise Lekstraat. Van 1971 tot 1977 reed hier lijn 7 via de Berlagebrug naar het Amstelstation, sinds 1977 is dit lijn 12, die ook via de vroegere Noorder Amstellaan, thans Churchill-laan, rijdt. Eind 2013 werd lijn 25 opgeheven.